# Ceratopsyche faurai
Ceratopsyche faurai är en nattsländeart som först beskrevs av Luisa Eugenia Navas 1925.  Ceratopsyche faurai ingår i släktet Ceratopsyche och familjen ryssjenattsländor. Inga underarter finns listade i Catalogue of Life.